# Victorine du Pont-Homsey

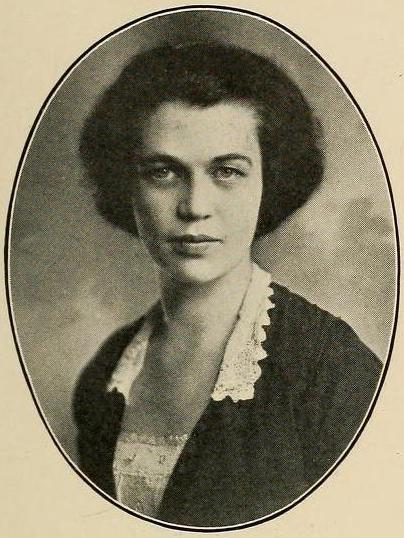
Victorine du Pont Homsey, 1923

Victorine du Pont Homsey (* 27. November 1900 in Grosse Pointe (Michigan), USA; † 6. Januar 1998 in USA) war eine amerikanische Architektin. Sie gründete mit ihrem Ehemann eines der ersten von Eheleuten geführtes Architekturbüros in den USA. Sie wurde als Direktorin von Victorine & Samuel Homsey 1967 landesweit als die achte Frau und als erste Architektin aus Delaware zum Fellow des American Institute of Architects (FAIA) gewählt.

## Leben und Werk
Homsey war die Tochter des Erfinders und Geschäftsmannes Antoine Biderman du Pont, II. und Mary Ethel Clark du Pont. Ihr Großvater war der Chemiker und Industrielle Alfred V. du Pont. Sie absolvierte 1919 die Laurel School in Cleveland und studierte von 1919 bis 1923 am Wellesley College, wo sie einen Bachelor-Abschluss erwarb. Nach ihrem Abschluss stellte sie fest, dass die Harvard Graduate School of Design keine Frauen akzeptierte. Daher absolvierte sie ein Zertifikatsprogramm an der nicht akkreditierten Cambridge School of Domestic and Landscape Architecture for Women. Von 1923 bis 1925 studierte sie dort bei denselben Professoren und nach demselben Lehrplan wie das Harvard-Programm und erhielt ein Zertifikat in Architektur. Nachdem die Schule dem Smith College angegliedert worden war, wurde ihr 1935 der Magistertitel verliehen.

## Zusammenarbeit mit Samuel E. Homsey

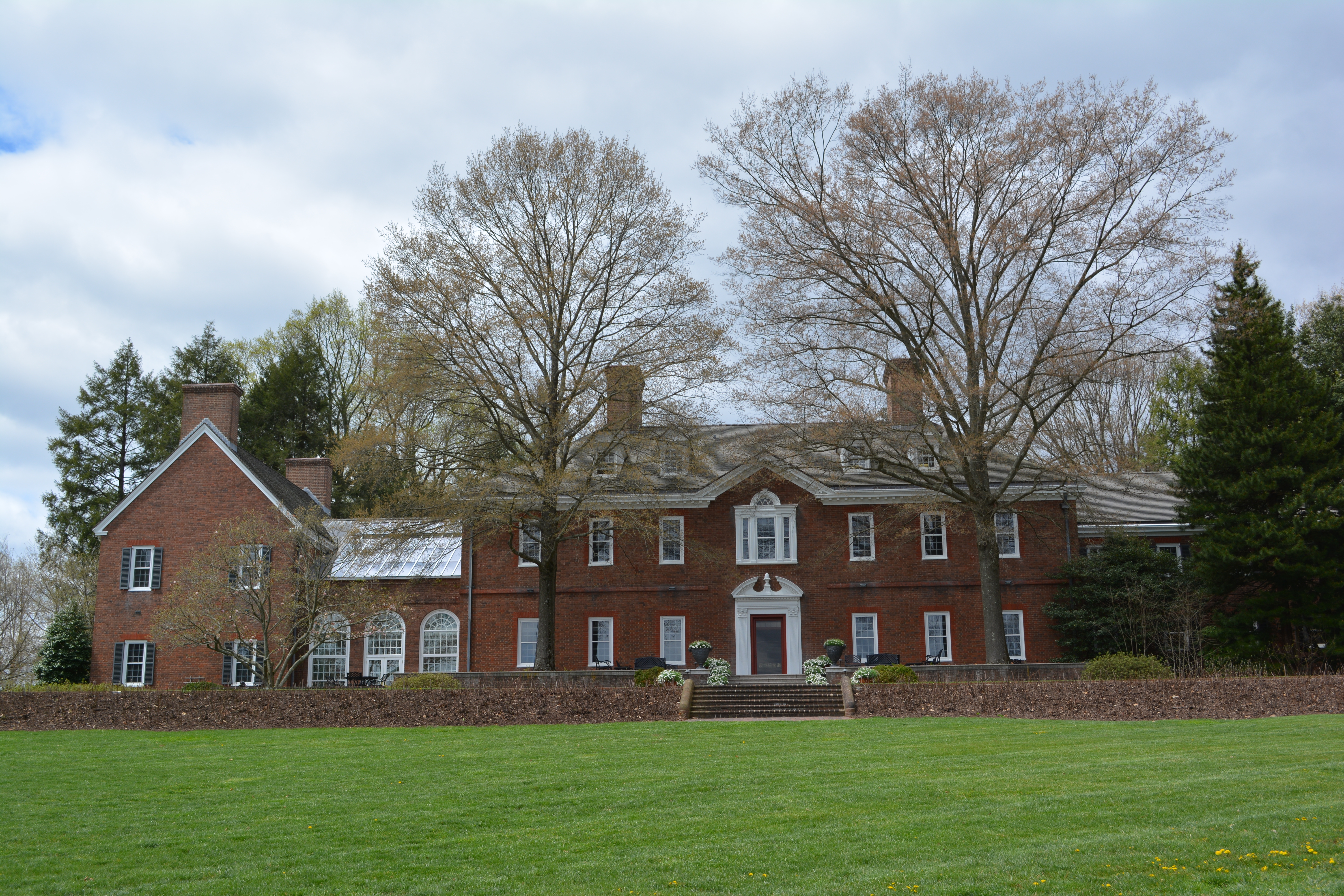
Haupthaus am Mount Cuba, New Castle County, 2014

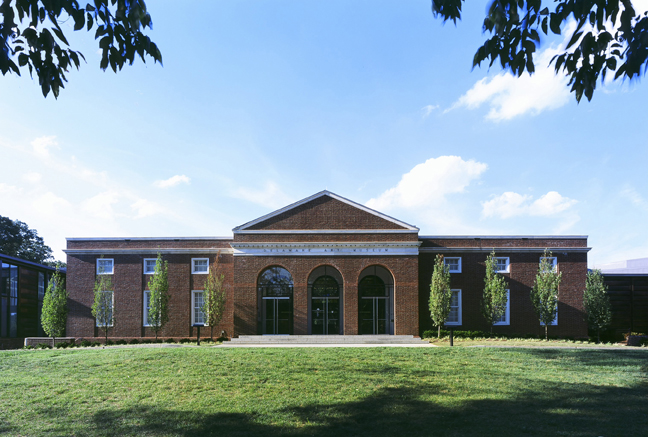
Ansicht des Delaware Art Museums

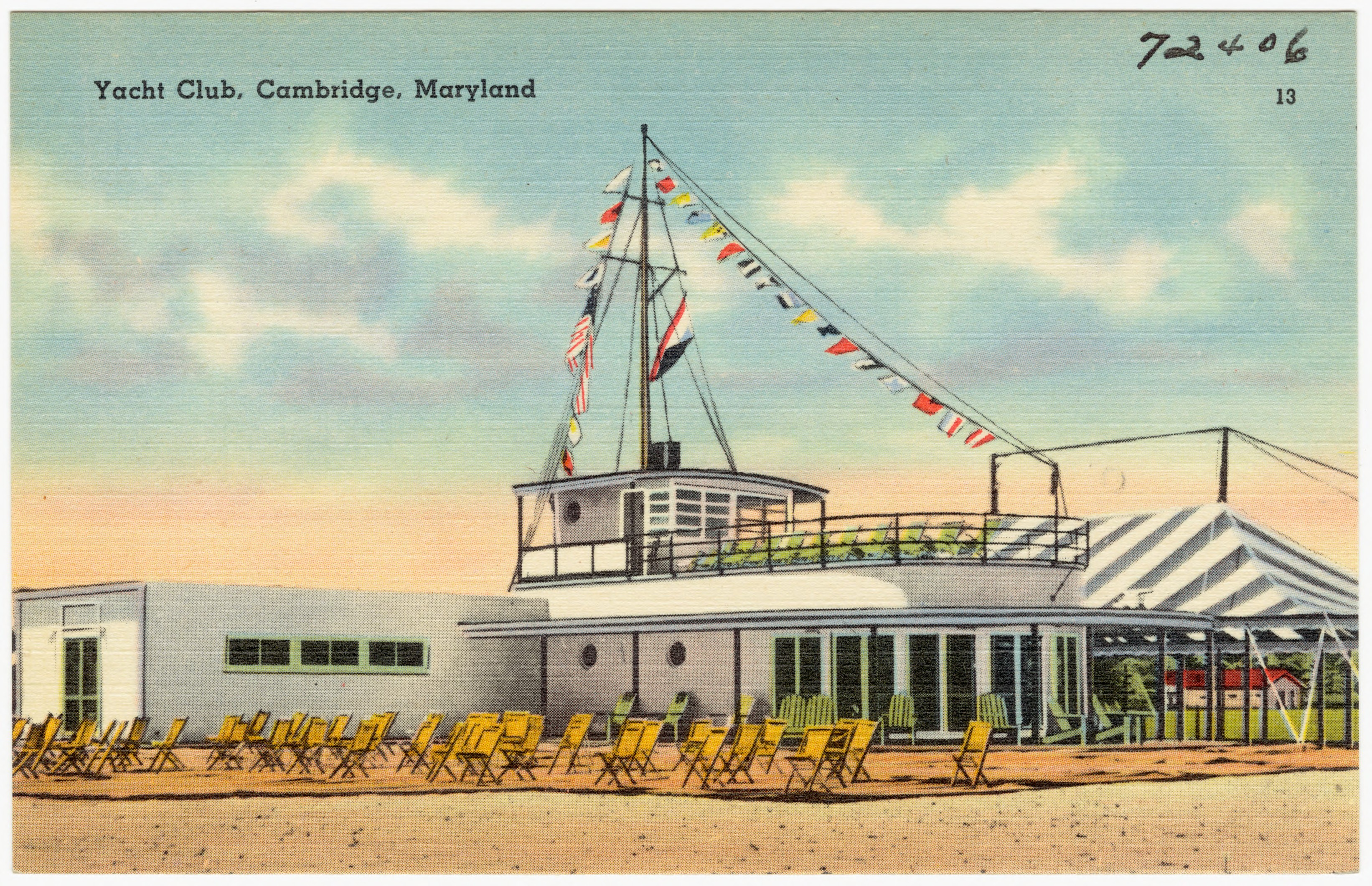
Postkartenabbildung des Yacht Club, Cambridge, um 1940

Sie arbeitete von 1926 bis 1927 als Zeichnerin bei Allen and Collens in Boston, wo sie den Architekten Samuel E. Homsey kennenlernte. Sie heiratet Homsey 1929 zu Beginn der Weltwirtschaftskrise und arbeitet bis 1930 als Zeichnerin bei P. Patterson Smith in Boston. Da die Arbeit für Architekten in diesen Jahren knapp war, zog sich das Paar nach Europa und Mexiko zurück, wo sie günstiger leben konnten.
Nach ihrer Rückkehr in die Vereinigten Staaten im Jahr 1935 gründete sie mit ihrem Ehemann in Wilmington (Delaware) eines der ersten Architekturbüros von Eheleuten in den USA, Victorine & Samuel Homsey Architects. Mit der Hilfe von ihrem angestellten erfahrenen Zeichner, Theodore Fletcher, erstellte sie mit ihrem Mann ihren ersten Auftrag für den Geschäftsmann Lammot du Pont Copeland und seine Frau Pamela Cunningham Copeland für das Mount Cuba Anwesen im Colonial Revival-Stil. Kurz darauf folgte ihr erster Auftrag für Nichtwohnzwecke, das Delaware Art Museum, welches 1937 fertiggestellt wurde.
Die ersten Projekte ihres Büros konzentrierten sich auf Delaware. 1940 gewann sie mit ihrem Mann bereits einen Designpreis der Maryland Society of Architects für den Cambridge Yacht Club in Cambridge in Maryland als auch einen Preis der Architecture League in New York.
Die Zeitschrift Architectural Record stellte ihr Büro in den Ausgaben vom September 1937 und 1941 vor. Das Museum of Modern Art wählte ihr Hausdesign aus, um den internationalen Stil für die Pariser Ausstellung 1938 zu repräsentieren.

## Architektentätigkeit während des Zweiten Weltkriegs und in der Nachkriegszeit
Während des Zweiten Weltkriegs zog sie mit ihrer Familie nach Washington, D.C. Ihr Ehemann diente in der Marine und sie entwarf Kriegsarbeiterunterkünfte für die Federal Housing Administration. Sie arbeitete auch mit dem Architekten Eugene H. Klaber zusammen an Projekten in Greenbelt, darunter die North End Elementary School.
Ihr Ehemann wurde 1944 Mitglied des Washington Metropolitan AIA Chapter und erhielt 1945 eine Lizenz, um als Architekt in Washington, D.C. zu praktizieren. Kurz nach Kriegsende arbeitete das Ehepaar wieder in seinem Büro in Delaware und übernahm aber weiterhin eine Vielzahl von Projekten in Maryland.
1950 wurde eines ihrer Hausentwürfe für kleine Grundstücke in eine von der Zeitschrift Better Homes and Gardens entwickelte Serie aufgenommen, für die die Arbeitszeichnungen und Spezifikationen per Post für 5 US-Dollar erworben werden konnten.
Sie entwarfen 1963 die Residenz des US-Botschafters in Teheran, Iran, wo sie das Ehepaar Funkhousers auf einer Welttournee trafen und fertigten eine Skizze eines Hauses für sie an. Später wurde aus dieser Skizze ein Haus, das 1971 in der Baltimore Sun als Funkhouser Residence im Artikel Oriental Flavor in Hagerstown abgebildet wurde. 1961 entwarfen sie in einem japanisch inspirierten Stil den Besucherpavillon für das Winterthur Museum in Winterthur (Delaware), das Jacques-Antoine Biderman um 1840 nach seinem Stammsitz in Winterthur benannt hatte.
Sie war im Greater Wilmington Development Council, der Historic American Buildings Survey, der Historical Society of Delaware, der Society of Architectural Historians und dem National Trust for Historic Preservation aktiv.
Sie und ihr Ehemann gingen 1979 in den Ruhestand und das Büro wurde unter der Leitung ihres Sohnes Eldon weitergeführt. 1997 wurde das Victorine du Pont Homsey-Scholarship Programm von der Delaware Architecture Foundation gegründet.
Homsey verstarb 1998 im Alter von 97 Jahren und wurde auf dem Du Pont de Nemours Cemetery in Wilmington, New Castle County bestattet.
Aufzeichnungen über ihre Praxis ab 1937 werden vom Hagley Museum and Library in Wilmington aufbewahrt.

## Auszeichnungen (Auswahl)
- Juni 1948:  A 1.000 Women in Architecture, Architectural Record
- 1967: AIA Fellow